# San Marcos, Costa Rica
San Marcos är en ort i Costa Rica.   Den ligger i provinsen San José, i den centrala delen av landet, 30 km söder om huvudstaden San José. San Marcos ligger 1 435 meter över havet och antalet invånare är 4 255.
Terrängen runt San Marcos är huvudsakligen kuperad, men söderut är den bergig. Runt San Marcos är det glesbefolkat, med 17 invånare per kvadratkilometer. San Marcos är det största samhället i trakten. I omgivningarna runt San Marcos växer i huvudsak städsegrön lövskog.